# Nemedina acutiformis
Nemedina acutiformis är en tvåvingeart som beskrevs av Miguel Carles-Tolrá 2008.
Nemedina acutiformis ingår i släktet Nemedina och familjen dvärgdansflugor. Artens utbredningsområde är Spanien. Inga underarter finns listade i Catalogue of Life.